# Помста поліцейського
Помста поліцейського (англ. Blue Vengeance) — американський трилер 1989 року.

## Сюжет
Колишній поліцейський Міккі Маккардл відчуває моральні страждання після того як його напарника по звірячому вбиває невідомий. Коли на вулицях Нью-Йорка з'являється серійний вбивця, Маккардл відчуває, що та ж сама людина несе відповідальність за смерть його напарника. Одержимий своїми підозри, Маккардл починає йти слідами помсти.

## У ролях
- Джо Амброзе — шеф Каннінгем
- Том Біллет — викидайло
- Пол Боргезе — Heany
- Енджел Кабан — Енджел Рівера
- Метт Кері — детектив
- Дебора Кліффорд — Пеггі
- Баззі Данненфелсер — Брендон Салліван
- Семюел Доббінс — Вінс
- Боб Госс — заступник
- Гарленд Хантер — Тіффані О'Брайан
- Джон Крістіан Інгвордсен — Міккі Маккардл
- Дейл Ірвін — детектив
- Майкл Джефферсон — ув'язнений
- Харві Кауфман — детектив
- Чарльз Кей-Хьюн — Чарлі МакГевін
- Тім Келлехер — детектив
- Тоні Крук — Тоні Кук
- Пітер Ламберт — турист
- Майкл Леттіері — детектив
- Ліла Льюїс — місіс Трекс
- Кріс Рендолл — Стюарт
- Боб Рейд — шеф
- Стівен Селтер — Бастер Хайман
- Рон Волш — Ерні
- Джон Вейнер — Марк Трекс
- Блу Вільде — Лайл Крамер